# Eduardo Serrano (músico)
Eduardo Valentín Serrano Torres (Caracas, 14 de febrero de 1911 – Caracas, 13 de octubre de 2008) fue un músico venezolano. Compositor, director de orquesta, musicalizador y arreglista del género tradicional.

## Biografía
Eduardo Serrano nace en la Parroquia San Juan de la ciudad de Caracas en 1911. Realiza estudios en la Escuela de Música y Declamación de Caracas con Vicente Emilio Sojo. Se especializó en violín, saxofón y en la percusión. 
Su nombre ha recorrido diversos aspectos de música venezolana: compositor, director de orquesta, musicalizador de radio y televisión, arreglista de música, popular, infantil, y coral y precursor en el campo de la musicalización del cine venezolano. Formó parte de cuarteto Los Cantores del Trópico junto a  Marco Tulio Maristani, Manuel Enrique Pérez Díaz y Antonio Lauro.  Numerosas producciones cinematográficas de Venezuela han contado con su participación. Ejemplo de ello, la música para la coproducción argentino-venezolana La balandra Isabel llegó esta tarde (1950), en la que destaca la canción Esperanza. También destacan las comedias Yo quiero una mujer así y El demonio es un ángel, ambas de 1950. 
Internacionalmente, su composición más conocida es el merengue Barlovento. Su labor creativa ha dado empuje a nuestras organizaciones musicales y a la labor pedagógica dentro de este campo.
Camurí, Frente al mar, Arpa, San Juan to’ lo tiene, Tardes de Naiguatá y Barlovento [], son parte del variado legado musical de Eduardo Serrano. Fallece la madrugada del lunes 13 de octubre de 2008, a los 97 años.